# Lethrinops argenteus
Lethrinops argenteus е вид лъчеперка от семейство Цихлиди (Cichlidae).

## Разпространение
Видът е разпространен в Малави и Танзания.